# Quinta Verde
La Quinta Verde es una hacienda situada en el casco urbano de Santa Cruz de La Palma, isla de La Palma, Canarias, España. Constituye, con la Quinta Roja en Garachico, el ejemplo más representativo existente en Canarias del tipo arquitectónico de quinta suburbana.
Se trata de una hacienda de campo próxima al núcleo urbano construida por las clases aristocráticas como lugar temporal de descanso y recreo. La Quinta Verde es un ejemplo interesantísimo de casa suburbana, pero también es importante por su entorno natural, destacando su precioso palmeral como reducto del bosque termófilo canario en Santa Cruz de La Palma.
La Quinta Verde está incluida en las 146 casas que componen la reseña cronológica de las viviendas más importantes en la arquitectura doméstica canaria, así como entre los ejemplos más interesantes de la casa en el medio rural, tal como expone el profesor Fernando Gabriel Martín Rodríguez en su obra "Arquitectura Doméstica Canaria" (1978). 
La propiedad tiene su origen en una casa y lagar situada dentro de una propiedad de viña, higueras y árboles frutales, que, en la segunda mitad del siglo XVI, poseían Álvaro González y su esposa, Cecilia González. Posteriormente, en 1672 la hacienda pasó a la propiedad del capitán D. Nicolás Massieu Van Dalle y Rantz, regidor perpetuo de La Palma.

## Descripción
El conjunto, que incluye un palmeral en la zona superior, presenta una configuración aterrazada, formada por diversas huertas escalonadas, escalinatas, vías y portadas de piedra que se adaptan a la topografía del terreno con un orden natural admirable. Desde el exterior, la casa parece una fortaleza de dos plantas, sin embargo el grueso del edificio se encuentra en una sola planta, siendo la planta inferior o semisótano una solución para salvaguardar la pronunciada pendiente del terreno.
La portada que da acceso a la Quinta Verde presenta un marco de piedra molinera negra y remate superior con cuatro almenas. Sobre la puerta figuraba una placa de azulejos sevillanos con las armas de la familia Massieu Van Dalle Monteverde y Ponte, conservada en la actualidad en la sociedad "La Cosmológica". Tras pasar esta primera portada, el camino de acceso conduce a una gran escalinata de piedra, formada por 28 escalones. Desde aquí continúa adosado al risco hasta la segunda portada, construida en cantería roja y rematada con tres almenas. Desde este punto el paseo sigue en línea recta hasta llegar al terrero situado delante de la casona.
El edificio fabricado entre 1672 y 1690, aproximadamente, está articulado en dos núcleos bien diferenciados, separados por un patio intermedio: La casa de los señores donde se sitúa la sala principal y el oratorio, y la casa de los mayordomos, con la bodega, el lagar y el palomar, según consta en la partición efectuada en 1706 entre los herederos de D. Nicolás Massieu Van Dalle y Rantz.
La zona noble de la casa, la vivienda de los señores, se distingue por la presencia de elementos cultos y por su riqueza decorativa. La puerta de entrada, en cantería roja, de paso al alpendre del patio interior, un pórtico cubierto de teja, apoyado en los muros laterales y en cuatro zapatas. A la derecha, la primera a puerta comunica con la capilla-oratorio, construida en 1679-1680. La segunda puerta conduce a la sala principal que destaca por su techumbre de cuatro faldones, pintada y decorada con encintado mudéjar en el harneruelo. Cada uno de los polígonos estrellados del harneruelo lleva pintado en su interior una cabeza angelical alada. El tirante central y los cuadrantes de las esquinas tienen la singularidad de apoyarse en ménsulas que adoptan la forma de mascarón monstruoso. Otros elementos de la casa datan del último cuarto del siglo XVII, como los asientos rectos de piedra de la ventana de la habitación que cae hacia el barranco.
Además de sus singulares valores arquitectónicos, paisajísticos y ambientales hay que unir, su importancia histórica, cultural y literaria, como lugar de reunión de la logia masónica existente en la isla y residencia de poetas como Nicolás Massieu Salgado (1720-1791) y Dña. Leocricia Pestana Fierro (1854-1926). También cabe destacar que este lugar fue salvado por un grupo de palmeros concienciados sobre la importancia de esta propiedad, uno de ellos fue Luis Morera, del grupo Taburiente, que le dedicó la popular canción A la Quinta Verde.

## Galería

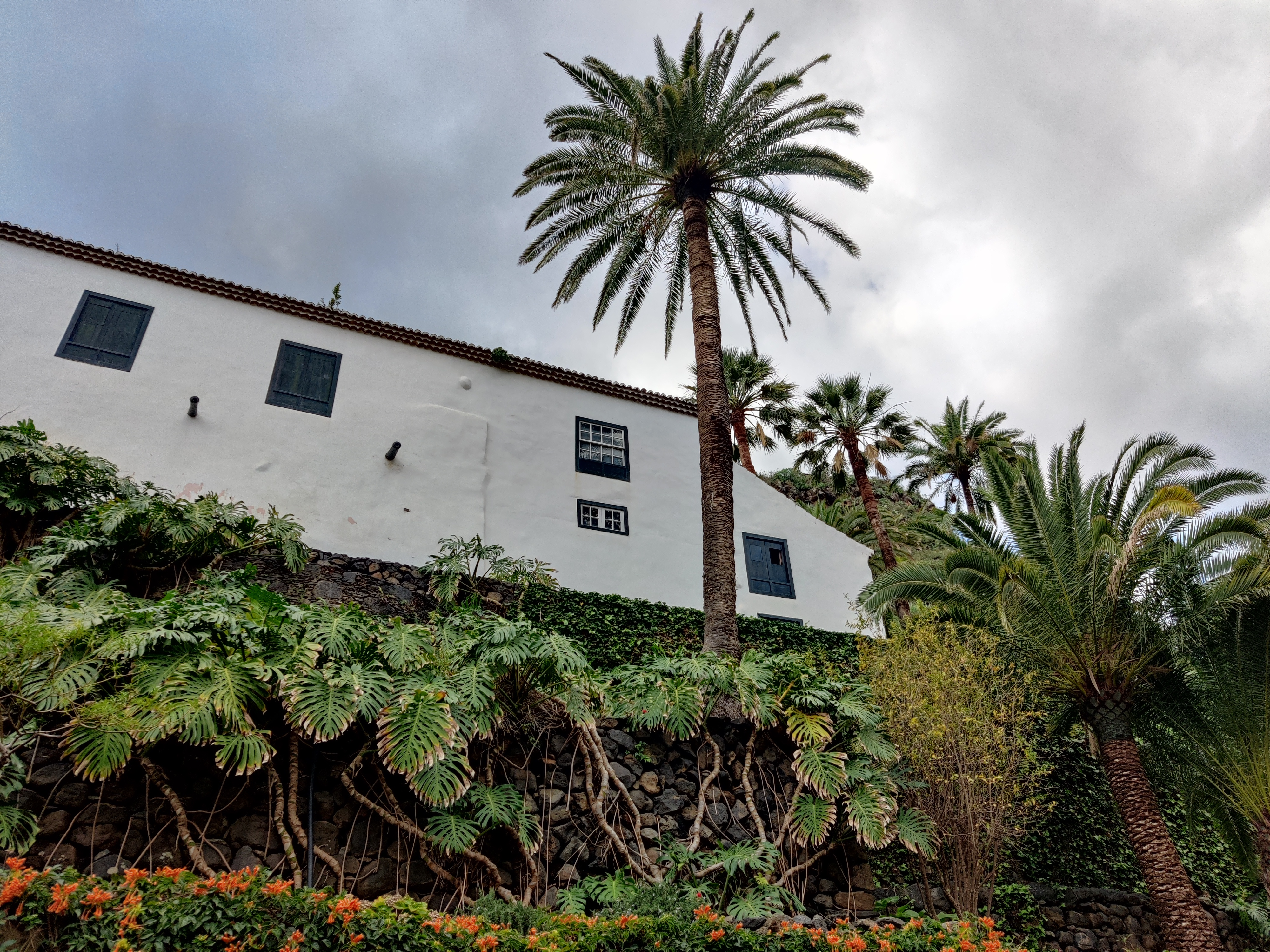
Vista de la Quinta Verde.
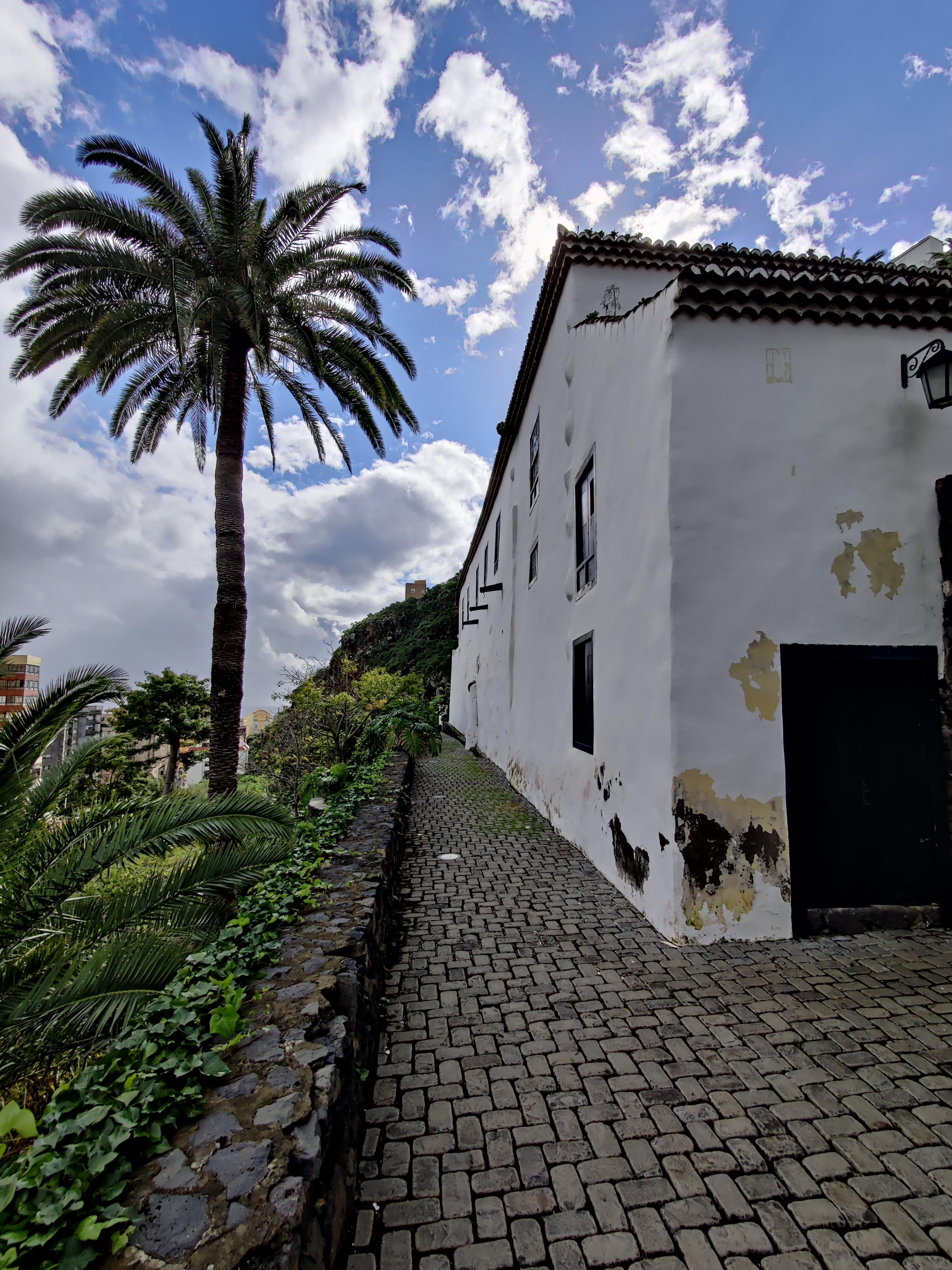
Vista del palomar, cocina y lagar.
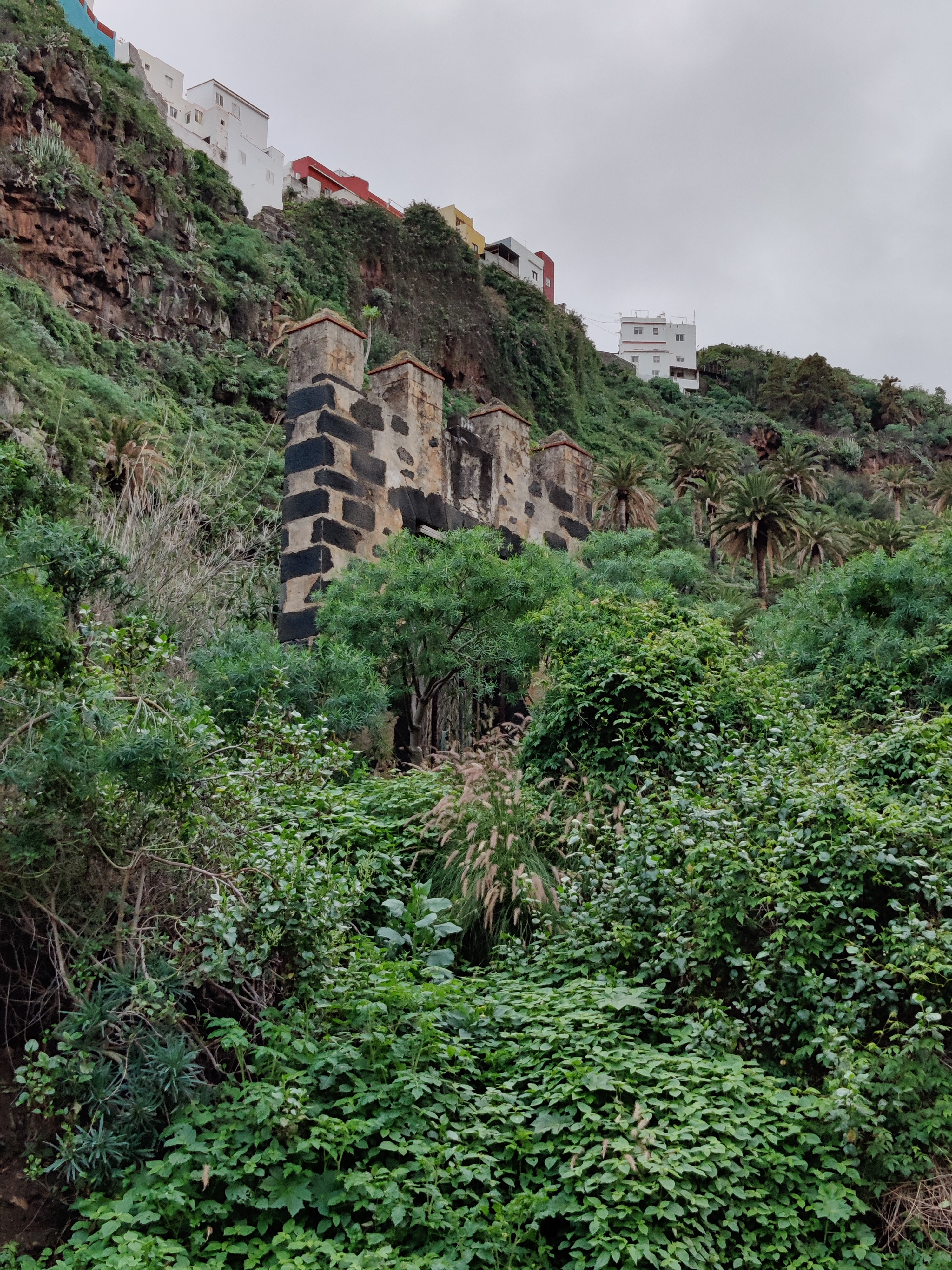
Portón principal almenado.
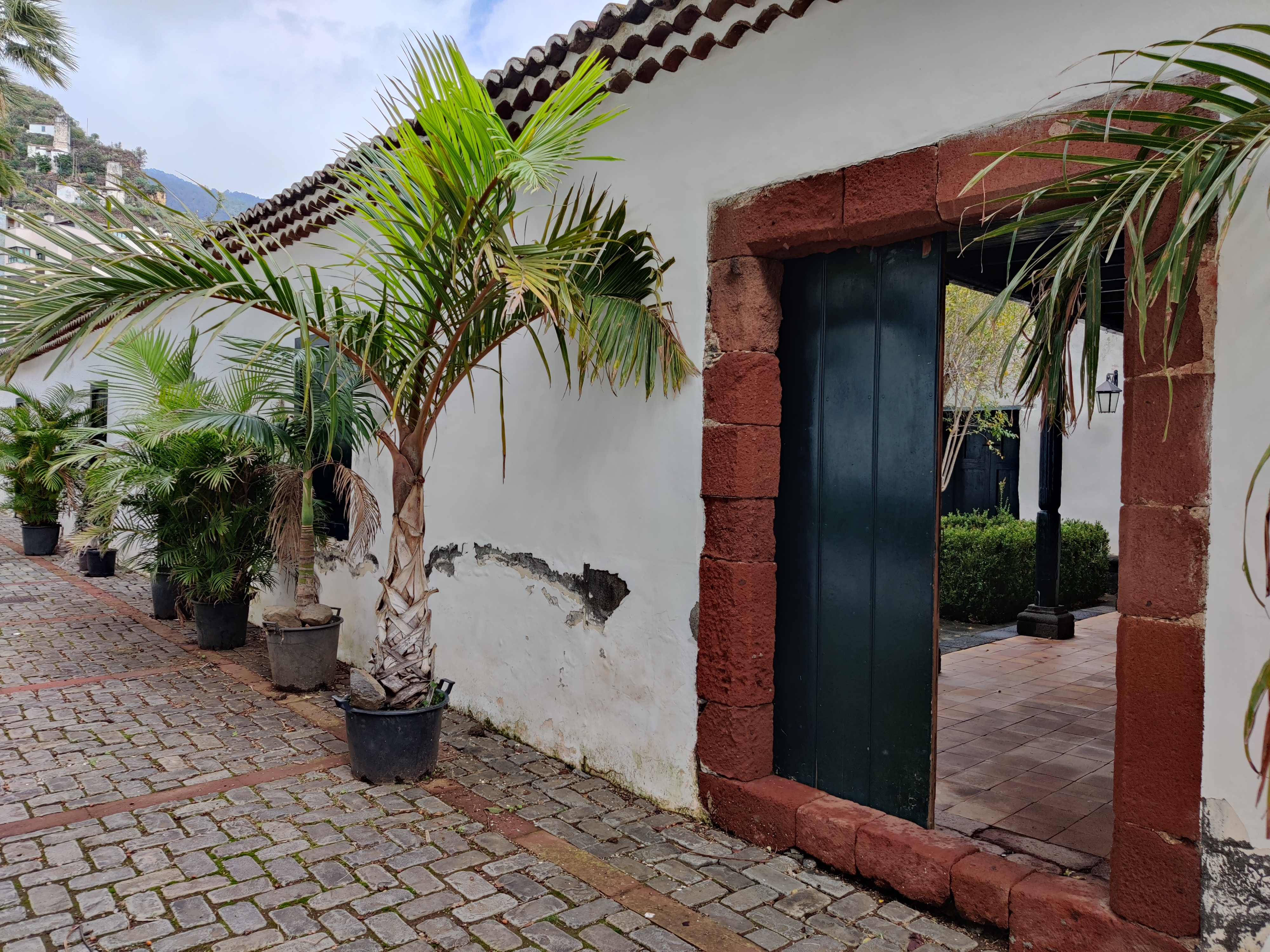
Puerta de cantería roja.
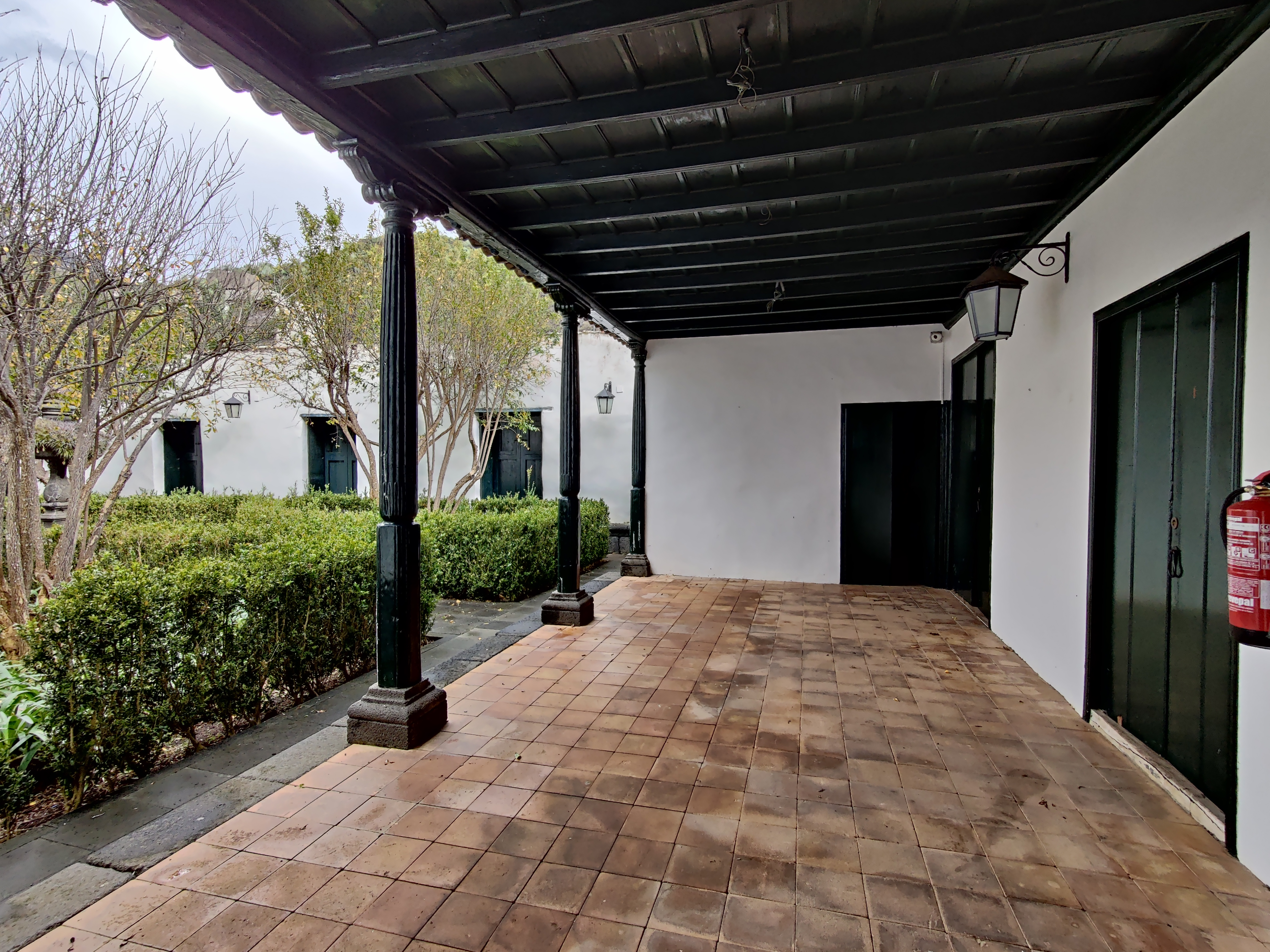
Alpendre.
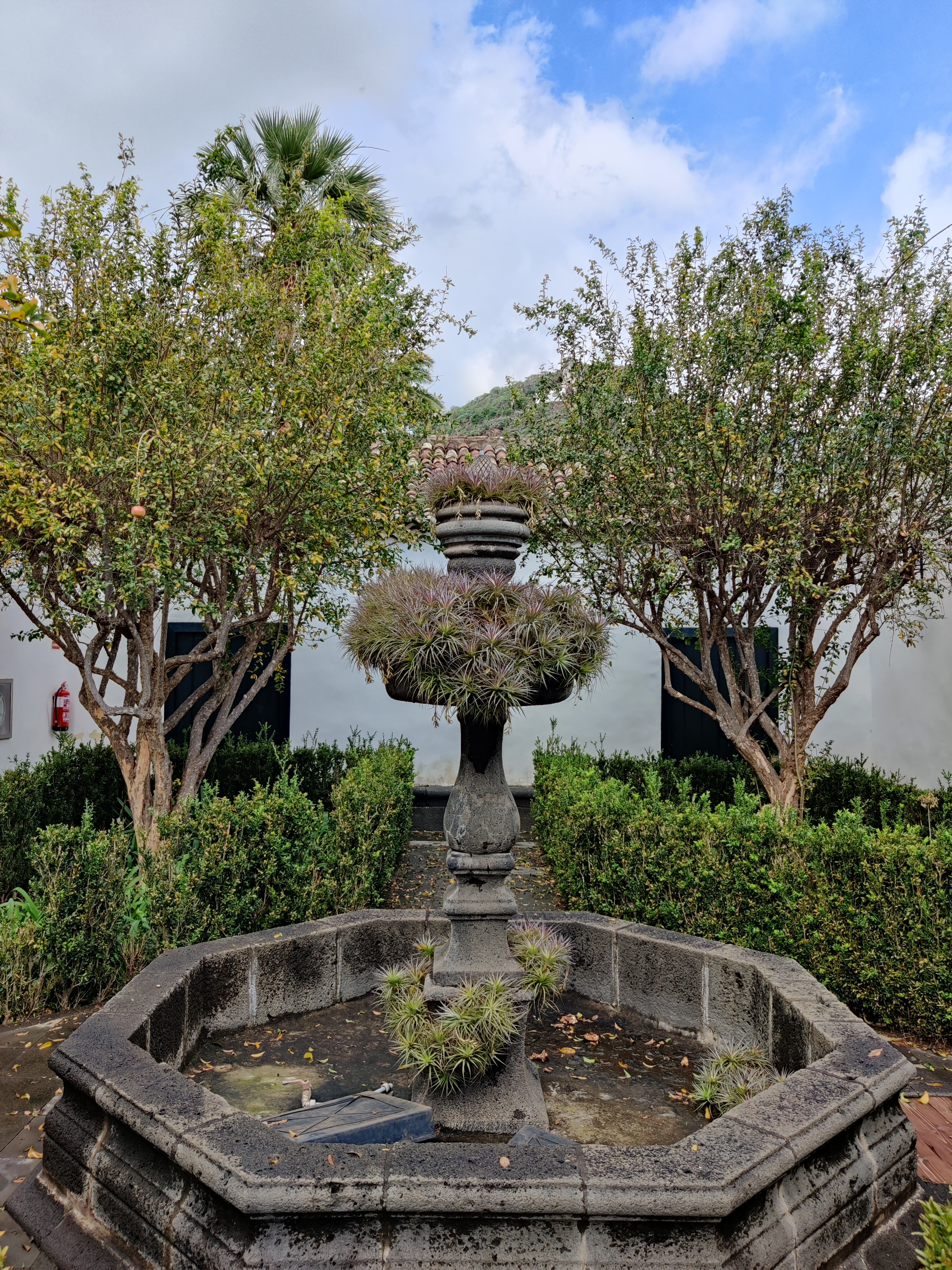
Patio interior de la Quinta Verde.
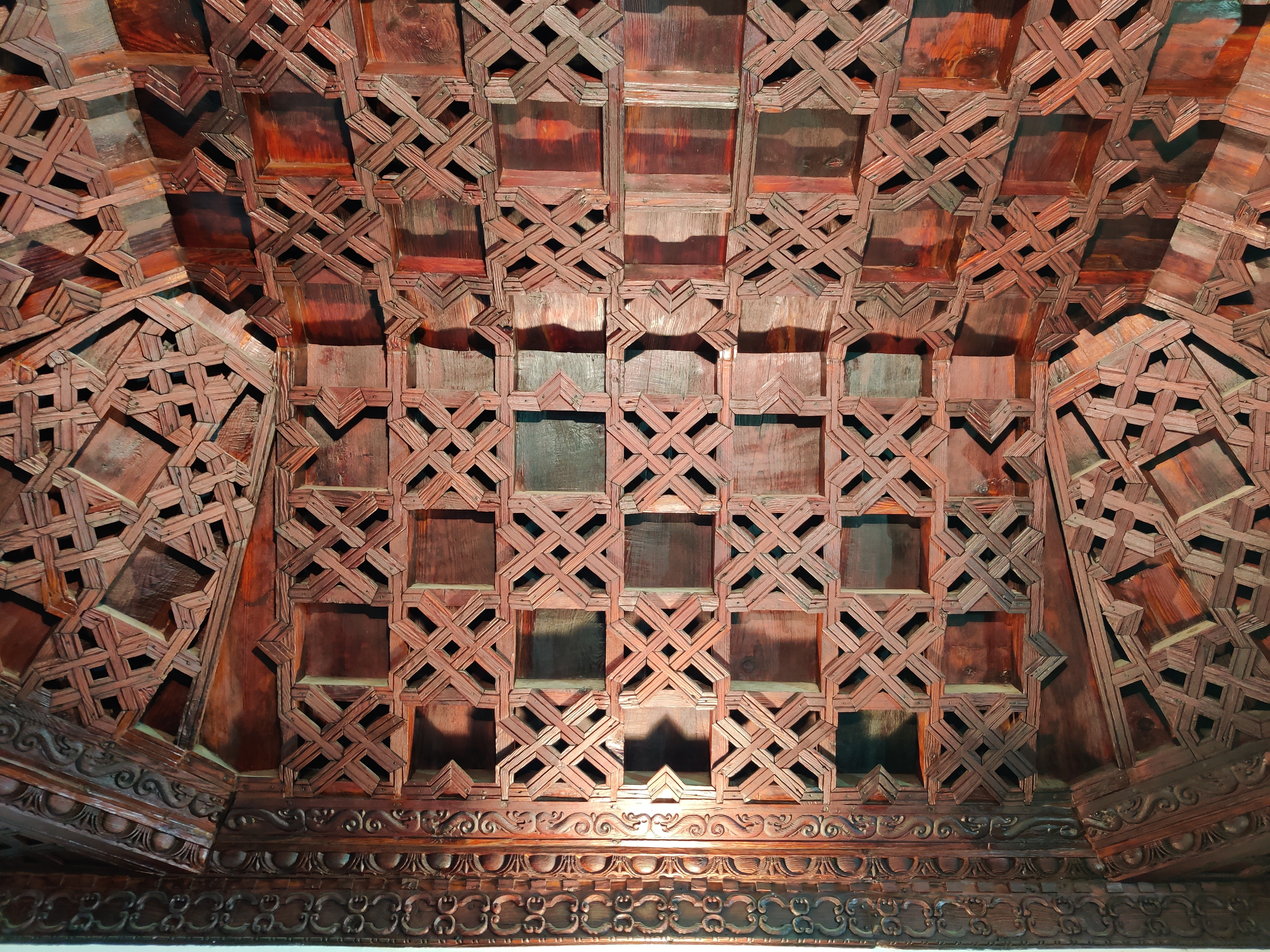
Techumbre mudéjar de la ermita de la Quinta Verde.
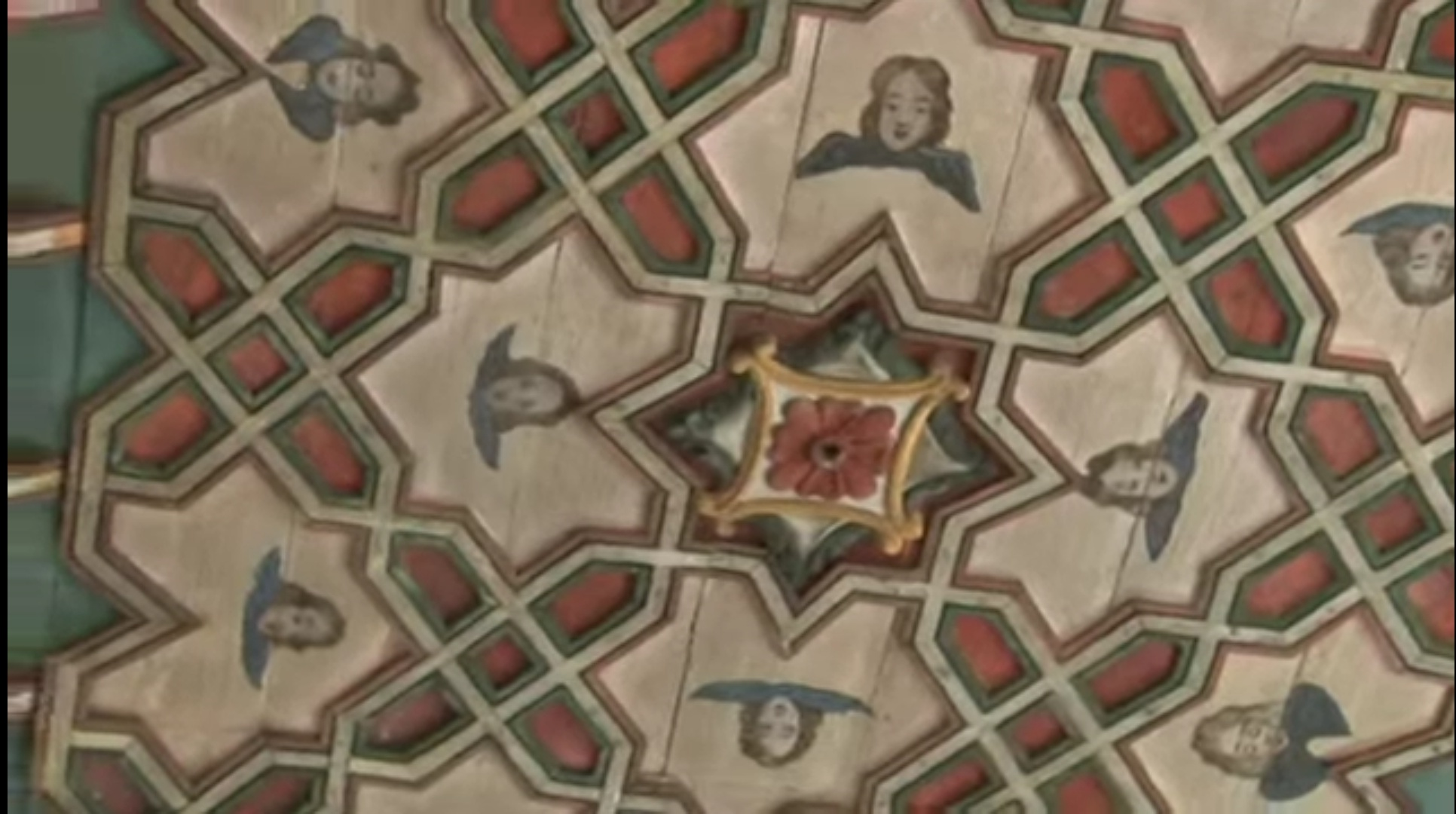
Techumbre mudéjar policromada de la sala principal.
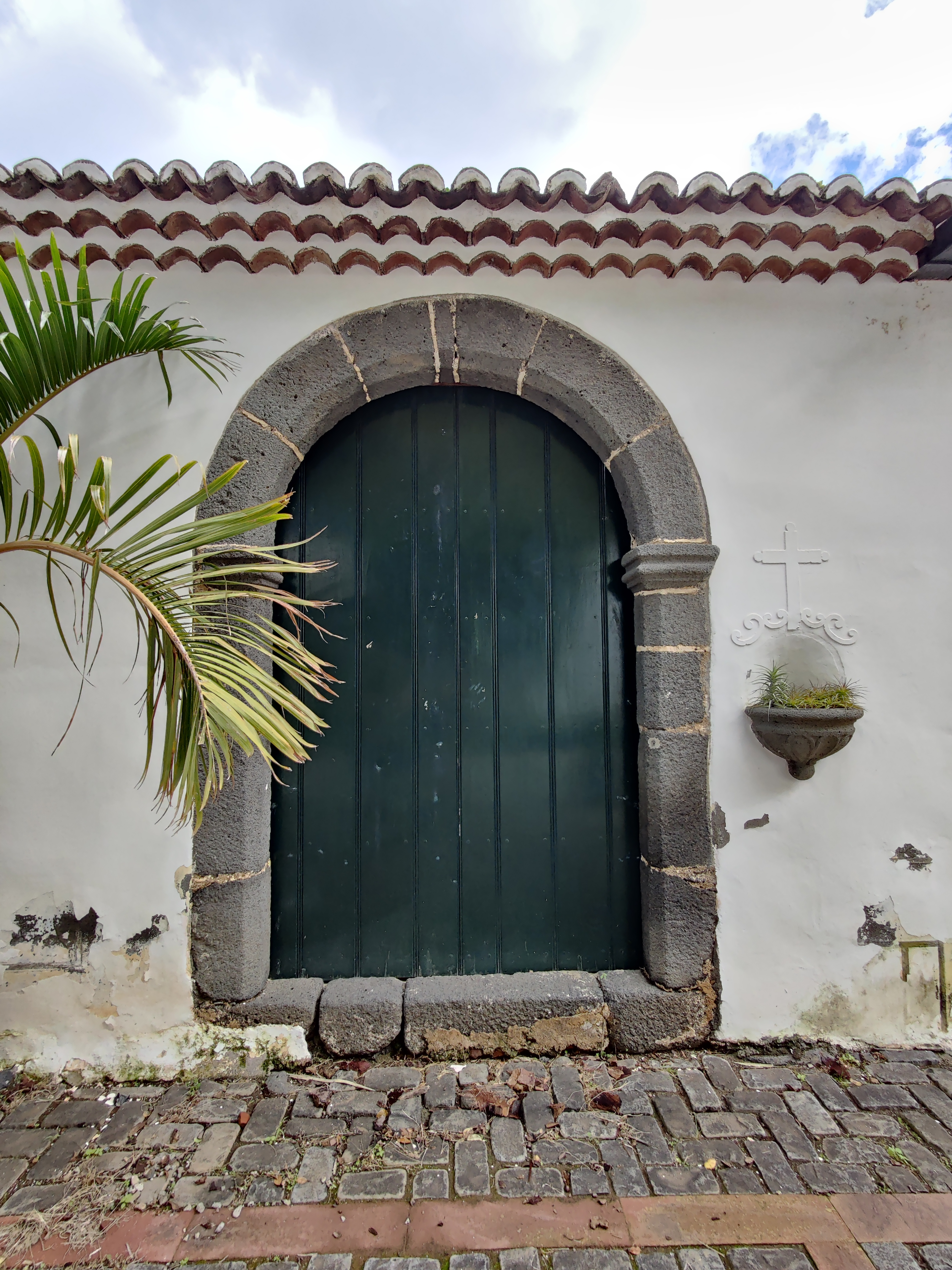
Puerta de piedra molinera de la ermita.
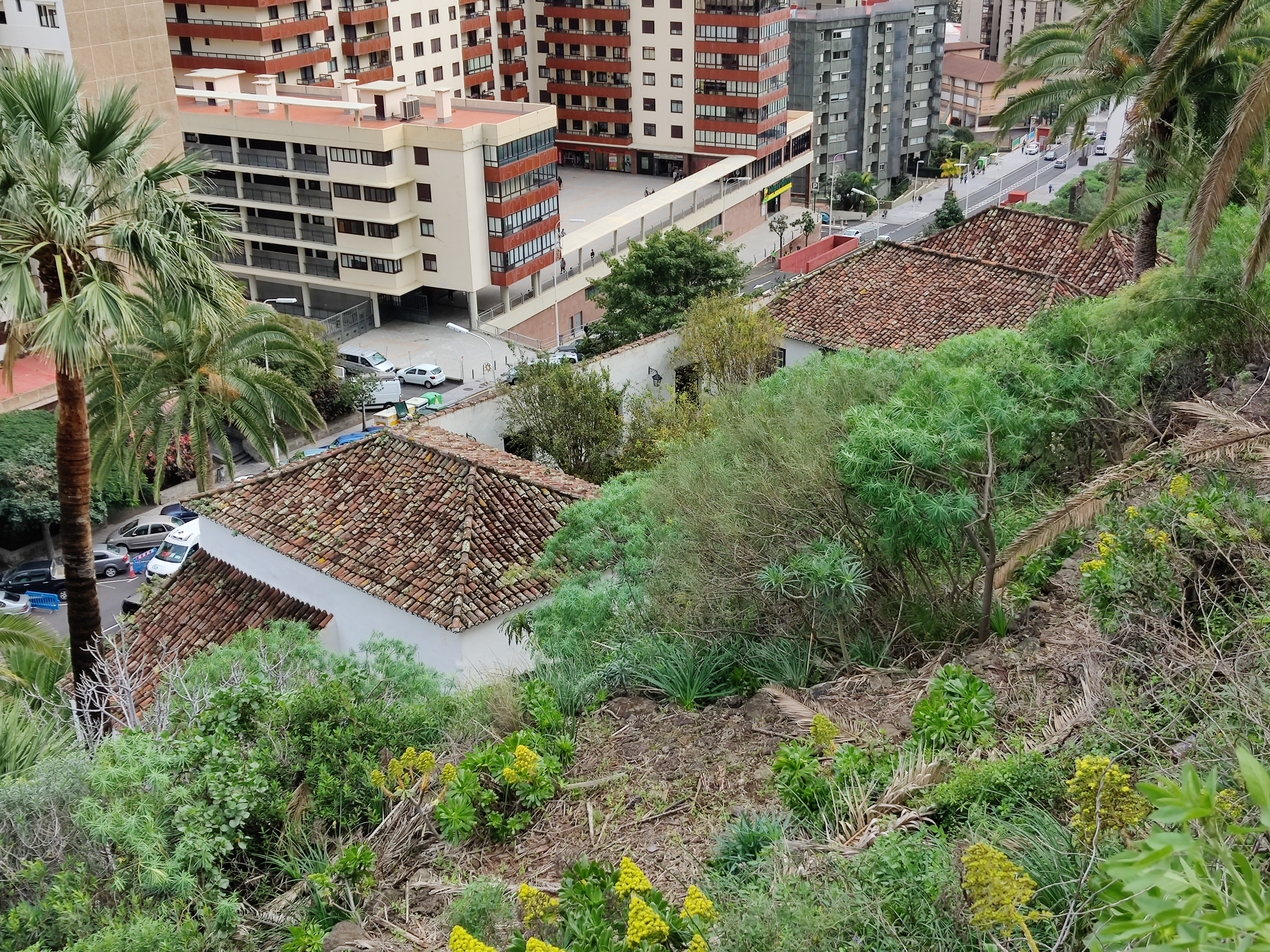
Vista superior.